# Río Tomo
El río Tomo es un largo río del oriente de Colombia, siendo afluente a su vez del río Orinoco, de cuya cuenca es parte.
El río nace en el departamento del Meta y recorre de oeste a este el departamento del Vichada; al entrar a este último y durante todo su curso sirve de límite entre los municipios de Cumaribo, La Primavera y Puerto Carreño.
Tras discurrir en dirección oeste-este por la región llanera, desemboca en el río Orinoco por la margen occidental. En su curso bajo el río recorre parte de los terrenos del Parque nacional natural El Tuparro. Posee una cuenca de 20.000 kilómetros cuadrados.